# Bolide du Nord-Est des États-Unis du 17 mai 2016
Le 17 mai 2016 vers 12 h 52 EDT (4 h 52 UTC), un bolide a survolé le Nord-Est des États-Unis,.
Le bolide a été vu, côté États-Unis, depuis les États du Vermont, du New Hampshire, du New Jersey, du Massachusetts, du Maine, de New York, du Rhode Island, du Connecticut, de Pennsylvanie et du Minnesota, et côté Canada, depuis les provinces de l'Ontario, du Québec et du Nouveau-Brunswick,. L'American Meteor Society, qui répertorie l'événement sous le numéro 1750-2016, a recueilli 853 témoignages.